# Thomas Arçrouni
Thomas Arçrouni ou Tovma Artsrouni (en arménien Թովմա Արծրունի) est un historien arménien des IXe et Xe siècles issu de la famille royale des Arçrouni. Il est l'auteur d'une Histoire de la maison des Arçrouni racontant le développement et la formation du royaume arménien du Vaspourakan, centré sur le lac de Van, et s'étendant à l'histoire arménienne.

## Biographie
On sait peu de choses de la vie de Thomas, à commencer par les dates de sa naissance et de sa mort, situées aux IXe et Xe siècles. Membre de la famille Arçrouni et en particulier apparenté au roi Gagik Ier de Vaspourakan, il a probablement reçu une bonne éducation au vu de sa familiarité avec les auteurs grecs et arméniens, et il semble avoir parcouru l'Arménie. Il porte le titre de vardapet (approximativement « théologien »).

## Œuvre
Thomas est l'auteur d'une Histoire de la maison des Arçrouni, une histoire patriotique de sa famille et du Vaspourakan s'étendant également à l'histoire de l'Arménie, commencée dans les années 870. L'œuvre débute aux origines du monde avec Adam, fait remonter les origines des Arçrouni à Noé et se termine vers 910, sa fin étant manquante. Ses principales sources sont Moïse de Khorène (son modèle) et Yéghichê, mais Thomas recourt également à des sources non-arméniennes, par exemple lorsqu'il rapporte les débuts de Mahomet, le prophète de l'islam.
Des ajouts ont été ultérieurement effectués par un, voire des anonymes et rapportent des événements allant jusqu'au XIVe siècle.